# Auridius auratus
Auridius auratus är en insektsart som beskrevs av David D. Gillette och Baker 1895. Auridius auratus ingår i släktet Auridius och familjen dvärgstritar. Inga underarter finns listade i Catalogue of Life.